# 高商 (十六国)
高商（？—？），勃海郡蓨县（今河北省衡水市景县）人，前燕官员。

## 生平
高商刚强坚毅严肃稳重，喜好学习有办事的能力，出任范阳郡太守。永和八年（352年），高商的哥哥高开战死，高商悲痛哭泣呕血，患病不能起身，拄杖才能行走。慕容儁召见高商，高商流泪，慕容儁对左右说：“自古以来兄弟感情如此深厚的，没有超过高商的。”于是任命高商为昌黎郡太守。高商流泪说：“我的哥哥在任昌黎郡太守时死去，我不忍心上任。”慕容儁怜悯高商，改而任命高商出任辽西郡太守。

## 家庭

### 父亲
- 高瞻，西晋尚书郎

### 兄弟
- 高开，前燕昌黎郡太守